# Atlantide Pallavolo Brescia 2016-2017
Questa voce raccoglie le informazioni riguardanti l'Atlantide Pallavolo Brescia nelle competizioni ufficiali della stagione 2016-2017.

## Stagione
La stagione 2016-17 è per l'Atlantide Pallavolo Brescia, sponsorizzata dalla Centrale del latte di Brescia e da McDonald's, la terza consecutiva in Serie A2; viene confermato sia l'allenatore Roberto Zambonardi che buona parte della rosa come Alberto Cisolla, Fabio Bisi, Andrea Agnellini, Emanuele Rodella e Enrico Statuto; le uniche cessioni sono quelle di Andrea Bergoli, Maurizio Montanari e Marco Norbedo mentre tra i nuovi arrivi quelli di Davide Esposito, Tommaso Fabi, Simmaco Tartaglione, Paolo Crosatti e Paolo Torre, questi ultimi due giunti a campionato in corso.
Il campionato si apre con la sconfitta in casa della Libertas Brianza, mentre la prima vittoria arriva alla seconda giornata contro Volleyball Club Mondovì: nelle successive quattro giornate il club di Brescia ottiene tre successi e una sola gara persa, per poi chiudere il girone di andata con due sconfitte in trasferta e una vittoria in casa, classificandosi al terzo posto e qualificandosi per la Coppa Italia di categoria. Il girone di ritorno comincia con tre successi consecutivi, poi la squadra lombarda non riesce più a vincere alcuna gara, per chiudere così la regular season con sei sconfitte di fila e ottenere il sesto posto in classifica nel proprio girone, accedendo alla pool salvezza. Nel girone di andata della seconda parte del campionato perde le prime quattro gare disputate per poi vincere l'ultima contro la Rinascita Volley '78 Lagonegro mentre nel girone di ritorno ne vince due su cinque disputate, classificandosi al terzo posto. Accede quindi ai play-out, dove nella serie finale incontra la Libertas Brianza: vince gara 1 e 3 e perde gara 2 e 3, poi in gara 5 cinque subisce una sconfitta per 3-0 retrocedendo in Serie B.
Grazie al terzo posto al termine del girone di andata nel proprio raggruppamento della regular season della Serie A2 2016-17 partecipa alla Coppa Italia di Serie A2: viene tuttavia eliminata nei quarti di finale a seguito del 3-0 subito dall'Emma Villas Volley.

## Organigramma societario
Area direttiva
- Presidente: Giuseppe Zambonardi
- Vicepresidente: Gianlorenzo Bonisoli
- Segreteria generale: Lucia Guizzetti, Roberto Zambonardi
- Amministrazione: Catello Sacco*

Area organizzativa
- Team manager: Sergio Aquino
- Responsabile settore giovanile: Roberto Zambonardi, Giulio Zanola
- Finanza: Silvia Zambonardi
- Responsabile palasport: Giampietro Viola

Area tecnica
- Allenatore: Roberto Zambonardi
- Allenatore in seconda: Giorgio Pioselli
- Assistente allenatore: Paolo Gabrielli
- Scout man: Pierpaolo Zamboni*

Area comunicazione
- Responsabile comunicazione: Fabrizio Valli
- Speaker: Andrea Anguissola
- Fotografo: Elisa Gecchelin
- Relazioni esterne: Davide Marri
- Social media manager: Elisa Chiappani
- Telecronista: Sirio Esti

Area makerting
- Responsabile marketing: Fabrizio Valli

Area sanitaria
- Medico: Giacomo Marchi, Gianluigi Moscatelli
- Preparatore atletico: Fabrizio Vitali
- Fisioterapista: Alessandro Dipierro

## Rosa
| N° | Nome                | Ruolo | Data di nascita   | Nazionalità sportiva |
| -- | ------------------- | ----- | ----------------- | -------------------- |
| 1  | Tommaso Fabi        | C     | 6 dicembre 1996   | Italia               |
| 2  | Andrea Agnellini    | C     | 23 marzo 1983     | Italia               |
| 3  | Massimo Zanardini   | S     | 4 maggio 1997     | Italia               |
| 4  | Emanuele Rodella    | S     | 1º dicembre 1990  | Italia               |
| 4  | Paolo Crosatti      | S     | 30 settembre 1983 | Italia               |
| 5  | Simone Tiberti      | P     | 13 settembre 1980 | Italia               |
| 5  | Paolo Torre         | P     | 26 novembre 1976  | Italia               |
| 6  | Nandy Cruz          | C     | 26 dicembre 1996  | Italia               |
| 7  | Pasquale Fusco      | L     | 14 gennaio 1997   | Italia               |
| 8  | Alessandro Turla    | L     | 25 agosto 1996    | Italia               |
| 9  | Fabio Bisi          | S/O   | 16 luglio 1994    | Italia               |
| 10 | Simmaco Tartaglione | S     | 11 febbraio 1994  | Italia               |
| 11 | Emanuele Sorlini    | S/O   | 7 ottobre 1998    | Italia               |
| 12 | Enrico Statuto      | P     | 15 agosto 1999    | Italia               |
| 13 | Luca Bonisoli       | S     | 23 aprile 1998    | Italia               |
| 14 | Davide Esposito     | C     | 25 agosto 1995    | Italia               |
| 15 | Alberto Cisolla     | S     | 10 ottobre 1977   | Italia               |
| 16 | Nicola Lazzari      | S     | 19 luglio 2000    | Italia               |
| 17 | Fatijon Tasholli    | S/O   | 4 luglio 1999     | Italia               |
| 18 | Michele Bergoli     | S     | 7 luglio 1999     | Italia               |

## Mercato
| Acquisti | Acquisti            | Acquisti     | Acquisti   |
| R.       | Nome                | da           | Modalità   |
| -------- | ------------------- | ------------ | ---------- |
| S        | Michele Bergoli     | ?            | definitivo |
| S        | Paolo Crosatti      | inattivo     | definitivo |
| C        | Davide Esposito     | Tuscania     | definitivo |
| C        | Tommaso Fabi        | Aversa       | definitivo |
| S        | Nicola Lazzari      | Bibione Mare | definitivo |
| S        | Simmaco Tartaglione | Materdomini  | definitivo |
| S/O      | Fatijon Tasholli    | Anaune       | definitivo |
| P        | Paolo Torre         | inattivo     | definitivo |

| Cessioni | Cessioni           | Cessioni          | Cessioni   |
| R.       | Nome               | a                 | Modalità   |
| -------- | ------------------ | ----------------- | ---------- |
| S        | Andrea Bergoli     | Pallavolo Gavardo | definitivo |
| S        | Maurizio Montanari | Valtrompia        | definitivo |
| C        | Marco Norbedo      | Tricolore         | definitivo |

## Risultati

### Serie A2

#### Regular season

##### Girone di andata
| 1ª giornata - 9 ottobre 2016 PalaParini, Cantù                       | Libertas Brianza  | 3 - 2 | Atlantide Brescia | 20-25, 25-23, 25-11, 19-25, 15-13 |
| 2ª giornata - 16 ottobre 2016 PalaSanFilippo, Brescia                | Atlantide Brescia | 3 - 1 | Mondovì           | 25-19, 21-25, 25-15, 25-22        |
| 3ª giornata - 23 ottobre 2016 PalaSanFilippo, Brescia                | Atlantide Brescia | 3 - 1 | M&G               | 25-22, 22-25, 25-16, 31-29        |
| 4ª giornata - 30 ottobre 2016 PalaBigi, Reggio nell'Emilia           | Tricolore         | 3 - 0 | Atlantide Brescia | 25-21, 25-21, 25-21               |
| 5ª giornata - 6 novembre 2016 PalaSanFilippo, Brescia                | Atlantide Brescia | 3 - 0 | Castellana        | 25-18, 25-18, 25-19               |
| 6ª giornata - 13 novembre 2016 PalaRota, Spoleto                     | Marconi           | 0 - 3 | Atlantide Brescia | 25-27, 12-25, 19-25               |
| 7ª giornata - 20 novembre 2016 Palazzetto dello Sport, Montefiascone | Civita Castellana | 3 - 0 | Atlantide Brescia | 25-22, 25-22, 25-19               |
| 8ª giornata - 27 novembre 2016 PalaSanFilippo, Brescia               | Atlantide Brescia | 3 - 1 | Materdomini       | 25-21, 25-20, 23-25, 25-20        |
| 9ª giornata - 3 dicembre 2016 PalaNorda, Bergamo                     | Olimpia Bergamo   | 3 - 1 | Atlantide Brescia | 21-25, 25-22, 25-19, 25-22        |

##### Girone di ritorno
| 10ª giornata - 8 dicembre 2016 PalaSanFilippo, Brescia                 | Atlantide Brescia | 3 - 1 | Libertas Brianza  | 25-17, 25-21, 21-25, 25-22       |
| 11ª giornata - 11 dicembre 2016 PalaManera, Mondovì                    | Mondovì           | 0 - 3 | Atlantide Brescia | 25-27, 20-25, 12-25              |
| 12ª giornata - 18 dicembre 2016 Palasport Grottazzolina, Grottazzolina | M&G               | 0 - 3 | Atlantide Brescia | 22-25, 16-25, 23-25              |
| 13ª giornata - 26 dicembre 2016 PalaSanFilippo, Brescia                | Atlantide Brescia | 0 - 3 | Tricolore         | 21-25, 22-25, 18-25              |
| 14ª giornata - 5 gennaio 2017 Palazzetto dello Sport, Brendola         | Castellana        | 3 - 2 | Atlantide Brescia | 22-25, 27-29, 25-19, 25-21, 15-9 |
| 15ª giornata - 8 gennaio 2017 PalaSanFilippo, Brescia                  | Atlantide Brescia | 0 - 3 | Marconi           | 15-25, 22-25, 20-25              |
| 16ª giornata - 15 gennaio 2017 PalaSanFilippo, Brescia                 | Atlantide Brescia | 1 - 3 | Civita Castellana | 25-18, 20-25, 17-25, 23-25       |
| 17ª giornata - 22 gennaio 2017 PalaGrotte, Castellana Grotte           | Materdomini       | 3 - 1 | Atlantide Brescia | 25-18, 25-16, 22-25, 25-23       |
| 18ª giornata - 5 febbraio 2017 PalaSanFilippo, Brescia                 | Atlantide Brescia | 0 - 3 | Olimpia Bergamo   | 22-25, 22-25, 19-25              |

#### Pool salvezza

##### Girone di andata
| 1ª giornata - 11 febbraio 2017 PalaCivitanova, Civitanova Marche | Potentino           | 3 - 2 | Atlantide Brescia | 24-26, 28-26, 20-25, 25-17, 15-11 |
| 2ª giornata - 19 febbraio 2017 PalaSanFilippo, Brescia           | Atlantide Brescia   | 3 - 2 | Impavida Ortona   | 25-17, 23-25, 27-25, 13-25, 15-12 |
| 3ª giornata - 23 febbraio 2017 Palazzetto dello Sport, Tricase   | Alessano            | 3 - 0 | Atlantide Brescia | 25-23, 25-23, 27-25               |
| 4ª giornata - 26 febbraio 2017 PalaSanFilippo, Brescia           | Atlantide Brescia   | 3 - 2 | Club Italia       | 25-19, 23-25, 25-15, 17-25, 16-14 |
| 5ª giornata - 5 marzo 2017 PalaAlberti, Lauria                   | Rinascita Lagonegro | 1 - 3 | Atlantide Brescia | 25-10, 25-27, 14-25, 20-25        |

##### Girone di ritorno
| 6ª giornata - 11 marzo 2017 PalaSanFilippo, Brescia      | Atlantide Brescia | 2 - 3 | Potentino           | 25-19, 17-25, 25-23, 17-25, 8-15  |
| 7ª giornata - 16 marzo 2017 Palasport Comunale, Ortona   | Impavida Ortona   | 3 - 0 | Atlantide Brescia   | 25-17, 25-14, 25-23               |
| 8ª giornata - 22 marzo 2017 PalaSanFilippo, Brescia      | Atlantide Brescia | 0 - 3 | Alessano            | 21-25, 18-25, 16-25               |
| 9ª giornata - 27 marzo 2017 Palazzetto dello Sport, Roma | Club Italia       | 3 - 2 | Atlantide Brescia   | 28-30, 25-10, 25-18, 17-25, 15-13 |
| 10ª giornata - 1º aprile 2017 PalaSanFilippo, Brescia    | Atlantide Brescia | 3 - 0 | Rinascita Lagonegro | 25-20, 25-16, 25-20               |

#### Play-out
| Finale (gara 1) - 10 aprile 2017 PalaSanFilippo, Brescia | Atlantide Brescia | 3 - 2 | Libertas Brianza  | 25-15, 15-25, 25-19, 23-25, 15-13 |
| Finale (gara 2) - 16 aprile 2017 PalaParini, Cantù       | Libertas Brianza  | 3 - 0 | Atlantide Brescia | 25-21, 25-17, 25-17               |
| Finale (gara 3) - 23 aprile 2017 PalaSanFilippo, Brescia | Atlantide Brescia | 3 - 2 | Libertas Brianza  | 24-26, 25-20, 26-24, 19-25, 15-13 |
| Finale (gara 4) - 26 aprile 2017 PalaParini, Cantù       | Libertas Brianza  | 3 - 1 | Atlantide Brescia | 25-20, 21-25, 25-17, 25-20        |
| Finale (gara 5) - 30 aprile 2017 PalaSanFilippo, Brescia | Atlantide Brescia | 0 - 3 | Libertas Brianza  | 20-25, 24-26, 21-25               |

### Coppa Italia di Serie A2

#### Fase a eliminazione diretta
| Quarti di finale - 15 dicembre 2016 PalaEstra, Siena | Emma Villas | 3 - 0 | Atlantide Brescia | 25-18, 25-19, 25-23 |

## Statistiche

### Statistiche di squadra
| Competizione             | Punti | In casa | In casa | In casa | In trasferta | In trasferta | In trasferta | Totale | Totale | Totale |
| Competizione             | Punti | G       | V       | P       | G            | V            | P            | G      | V      | P      |
| ------------------------ | ----- | ------- | ------- | ------- | ------------ | ------------ | ------------ | ------ | ------ | ------ |
| Serie A2                 | 30    | 17      | 10      | 7       | 16           | 4            | 12           | 33     | 14     | 19     |
| Coppa Italia di Serie A2 | -     | -       | -       | -       | 1            | 0            | 1            | 1      | 0      | 1      |
| Totale                   | -     | 17      | 10      | 7       | 17           | 4            | 13           | 34     | 14     | 20     |

G = partite giocate; V = partite vinte; P = partite perse

### Statistiche dei giocatori
| Giocatore      | Serie A2 | Serie A2 | Serie A2 | Serie A2 | Serie A2 | Coppa Italia di Serie A2 | Coppa Italia di Serie A2 | Coppa Italia di Serie A2 | Coppa Italia di Serie A2 | Coppa Italia di Serie A2 | Totale | Totale | Totale | Totale | Totale |
| Giocatore      | P        | PT       | AV       | MV       | BV       | P                        | PT                       | AV                       | MV                       | BV                       | P      | PT     | AV     | MV     | BV     |
| -------------- | -------- | -------- | -------- | -------- | -------- | ------------------------ | ------------------------ | ------------------------ | ------------------------ | ------------------------ | ------ | ------ | ------ | ------ | ------ |
| A. Agnellini   | 33       | 189      | 100      | 80       | 9        | 1                        | 0                        | 0                        | 0                        | 0                        | 34     | 189    | 100    | 80     | 9      |
| F. Bisi        | 33       | 547      | 486      | 36       | 25       | 1                        | 2                        | 2                        | 0                        | 0                        | 34     | 549    | 488    | 36     | 25     |
| M. Bergoli     | 0        | 0        | 0        | 0        | 0        | -                        | -                        | -                        | -                        | -                        | 0      | 0      | 0      | 0      | 0      |
| L. Bonisoli    | 1        | 0        | 0        | 0        | 0        | -                        | -                        | -                        | -                        | -                        | 1      | 0      | 0      | 0      | 0      |
| A. Cisolla     | 33       | 452      | 396      | 32       | 24       | 1                        | 13                       | 9                        | 3                        | 1                        | 34     | 465    | 405    | 35     | 25     |
| P. Crosatti    | 6        | 2        | 1        | 0        | 0        | -                        | -                        | -                        | -                        | -                        | 6      | 1      | 1      | 0      | 0      |
| N. Cruz        | 0        | 0        | 0        | 0        | 0        | -                        | -                        | -                        | -                        | -                        | 0      | 0      | 0      | 0      | 0      |
| D. Esposito    | 33       | 221      | 136      | 63       | 22       | 1                        | 5                        | 4                        | 1                        | 0                        | 34     | 226    | 140    | 64     | 22     |
| T. Fabi        | 19       | 39       | 21       | 16       | 2        | 1                        | 4                        | 2                        | 2                        | 0                        | 20     | 43     | 23     | 18     | 2      |
| P. Fusco       | 33       | 0        | 0        | 0        | 0        | 1                        | 0                        | 0                        | 0                        | 0                        | 34     | 0      | 0      | 0      | 0      |
| N. Lazzari     | 1        | 0        | 0        | 0        | 0        | -                        | -                        | -                        | -                        | -                        | 1      | 0      | 0      | 0      | 0      |
| E. Rodella     | 23       | 46       | 41       | 2        | 3        | 1                        | 3                        | 2                        | 1                        | 0                        | 24     | 49     | 43     | 3      | 3      |
| E. Sorlini     | 14       | 7        | 0        | 0        | 7        | 1                        | 0                        | 0                        | 0                        | 0                        | 15     | 7      | 0      | 0      | 7      |
| E. Statuto     | 16       | 6        | 1        | 1        | 4        | -                        | -                        | -                        | -                        | -                        | 16     | 6      | 1      | 1      | 4      |
| S. Tartaglione | 32       | 356      | 288      | 32       | 36       | 1                        | 11                       | 10                       | 0                        | 1                        | 33     | 367    | 298    | 32     | 37     |
| F. Tasholli    | 3        | 0        | 0        | 0        | 0        | 1                        | 0                        | 0                        | 0                        | 0                        | 4      | 0      | 0      | 0      | 0      |
| S. Tiberti     | 14       | 37       | 12       | 15       | 10       | 1                        | 5                        | 2                        | 3                        | 0                        | 15     | 42     | 14     | 18     | 10     |
| P. Torre       | 20       | 33       | 20       | 5        | 8        | -                        | -                        | -                        | -                        | -                        | 20     | 33     | 20     | 5      | 8      |
| A. Turla       | 0        | 0        | 0        | 0        | 0        | -                        | -                        | -                        | -                        | -                        | 0      | 0      | 0      | 0      | 0      |
| M. Zanardini   | 9        | 2        | 0        | 0        | 2        | -                        | -                        | -                        | -                        | -                        | 9      | 2      | 0      | 0      | 2      |

P = presenze; PT = punti totali; AV = attacchi vincenti; MV = muri vincenti; BV = battute vincenti